# I Love You Like I Love Myself
"I Love You Like I Love Myself" is een nummer van de Nederlandse zanger Herman Brood met zijn band His Wild Romance. Het nummer verscheen op zijn album Go Nutz uit 1980. In 1979 werd het nummer uitgebracht als de eerste single van het album.

## Achtergrond
"I Love You Like I Love Myself" is geschreven door Phoney & The Hardcore-zanger Erik Strack van Schijndel en geproduceerd door Tim O'Brien. Na de top 10-hit "Never Be Clever" is dit de eerste single die afkomstig is van het derde studioalbum van Brood. Opvallend genoeg verscheen het nummer op het album Go Nutz onder de titel "Love You Like I Love Myself".
"I Love You Like I Love Myself" werd een hit in Nederland. In de Top 40 bereikte het de dertiende plaats, terwijl in de Nationale Hitparade de single een positie hoger piekt. Daarnaast staat het nummer sinds 2016 in de Radio 2 Top 2000, waar in 2021 de hoogste notering werd behaald op plaats 1496.

## Hitnoteringen

### Nederlandse Top 40
| Hitnotering: 03-11-1979 t/m 08-12-1979 | Hitnotering: 03-11-1979 t/m 08-12-1979 | Hitnotering: 03-11-1979 t/m 08-12-1979 | Hitnotering: 03-11-1979 t/m 08-12-1979 | Hitnotering: 03-11-1979 t/m 08-12-1979 | Hitnotering: 03-11-1979 t/m 08-12-1979 | Hitnotering: 03-11-1979 t/m 08-12-1979 | Hitnotering: 03-11-1979 t/m 08-12-1979 |
| Week                                   | 1                                      | 2                                      | 3                                      | 4                                      | 5                                      | 6                                      |                                        |
| -------------------------------------- | -------------------------------------- | -------------------------------------- | -------------------------------------- | -------------------------------------- | -------------------------------------- | -------------------------------------- | -------------------------------------- |
| Positie                                | 28                                     | 19                                     | 14                                     | 13                                     | 16                                     | 30                                     | uit                                    |

### Nationale Hitparade
| Hitnotering: 10-11-1979 t/m 22-12-1979 | Hitnotering: 10-11-1979 t/m 22-12-1979 | Hitnotering: 10-11-1979 t/m 22-12-1979 | Hitnotering: 10-11-1979 t/m 22-12-1979 | Hitnotering: 10-11-1979 t/m 22-12-1979 | Hitnotering: 10-11-1979 t/m 22-12-1979 | Hitnotering: 10-11-1979 t/m 22-12-1979 | Hitnotering: 10-11-1979 t/m 22-12-1979 | Hitnotering: 10-11-1979 t/m 22-12-1979 |
| Week                                   | 1                                      | 2                                      | 3                                      | 4                                      | 5                                      | 6                                      | 7                                      |                                        |
| -------------------------------------- | -------------------------------------- | -------------------------------------- | -------------------------------------- | -------------------------------------- | -------------------------------------- | -------------------------------------- | -------------------------------------- | -------------------------------------- |
| Positie                                | 38                                     | 12                                     | 15                                     | 16                                     | 17                                     | 27                                     | 36                                     | uit                                    |

### NPO Radio 2 Top 2000
| Nummer met noteringen in de NPO Radio 2 Top 2000 | '16  | '17  | '18  | '19  | '20  | '21  | '22  | '23  |
| ------------------------------------------------ | ---- | ---- | ---- | ---- | ---- | ---- | ---- | ---- |
| I Love You Like I Love Myself                    | 1994 | 1973 | 1756 | 1678 | 1773 | 1496 | 1809 | 1867 |

1. ↑  Een vetgedrukt getal geeft de hoogste notering aan.
2. ↑  2016 was het eerste jaar met een notering voor dit nummer.
3. ↑  Deze tabel is bijgewerkt tot en met de laatste editie (2024).